# Triathlon ai II Giochi olimpici giovanili estivi
Le gare di triathlon ai II Giochi olimpici giovanili estivi sono state disputate sul Lago Xuanwu di Nanchino dal 17 al 21 agosto 2014. Sono state assegnate le medaglie nella gara maschile, nella gara femminile e nella gara mista.

## Medagliere
| Pos.   | Paese         | Oro | Argento | Bronzo | Totale |
| ------ | ------------- | --- | ------- | ------ | ------ |
| 1      | Australia     | 1   | 0       | 0      | 1      |
| 1      | Gran Bretagna | 1   | 0       | 0      | 1      |
| 3      | Nuova Zelanda | 0   | 1       | 0      | 1      |
| 3      | Stati Uniti   | 0   | 1       | 0      | 1      |
| 5      | Danimarca     | 0   | 0       | 1      | 1      |
| 5      | Francia       | 0   | 0       | 1      | 1      |
| Totale | Totale        | 2   | 2       | 2      | 6      |

## Podi
| Evento          | Oro                                                                      | Perform. | Argento                                                                 | Perform. | Bronzo                                                                        | Perform. |
| Ragazzi         | Ben Dijkstra                                                             | 54'43"   | Daniel Hoy                                                              | 54'43"   | Emil Deleuran Hansen                                                          | 54'49"   |
| Ragazze         | Brittany Dutton                                                          | 59'56"   | Stephanie Jenks                                                         | 1h00'33" | Emilie Morier                                                                 | 1h00'55" |
| Staffetta mista | Europa 1 Ben Dijkstra Emil Deleuran Hansen Emilie Morier Kristin Ranwing | 1h22'17" | Europa 3 Carmen Gomez Cortes Bence Lehmann Sian Rainsley Giulio Soldati | 1h22'30" | Oceania 1 Brittany Dutton Daniel Hoy Elizabeth Stannard Jack Van Stekelenburg | 1h23'10" |